# Антоновка (Хмельницкий район)
Анто́новка (укр. Антонівка) — село в Хмельницком районе Хмельницкой области Украины.
Население по переписи 2001 года составляло 564 человека. Почтовый индекс — 31310. Телефонный код — 382. Занимает площадь 1,898 км². Код КОАТУУ — 6825080601.

## Местный совет
31310, Хмельницкая обл., Хмельницкий р-н, с. Антоновка, ул. Центральная